# Vanderhall Motor Works

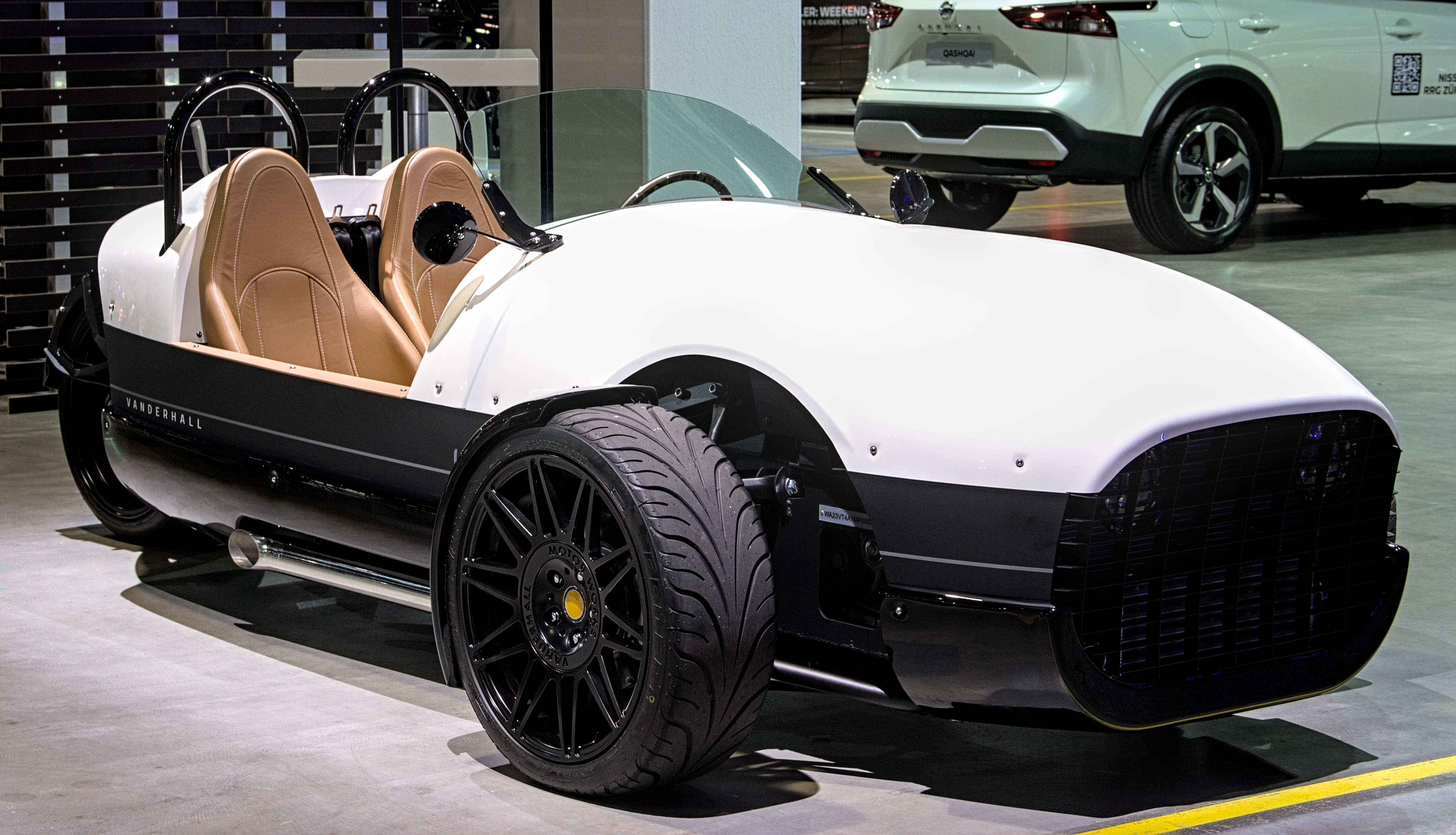
Vanderhall Venice

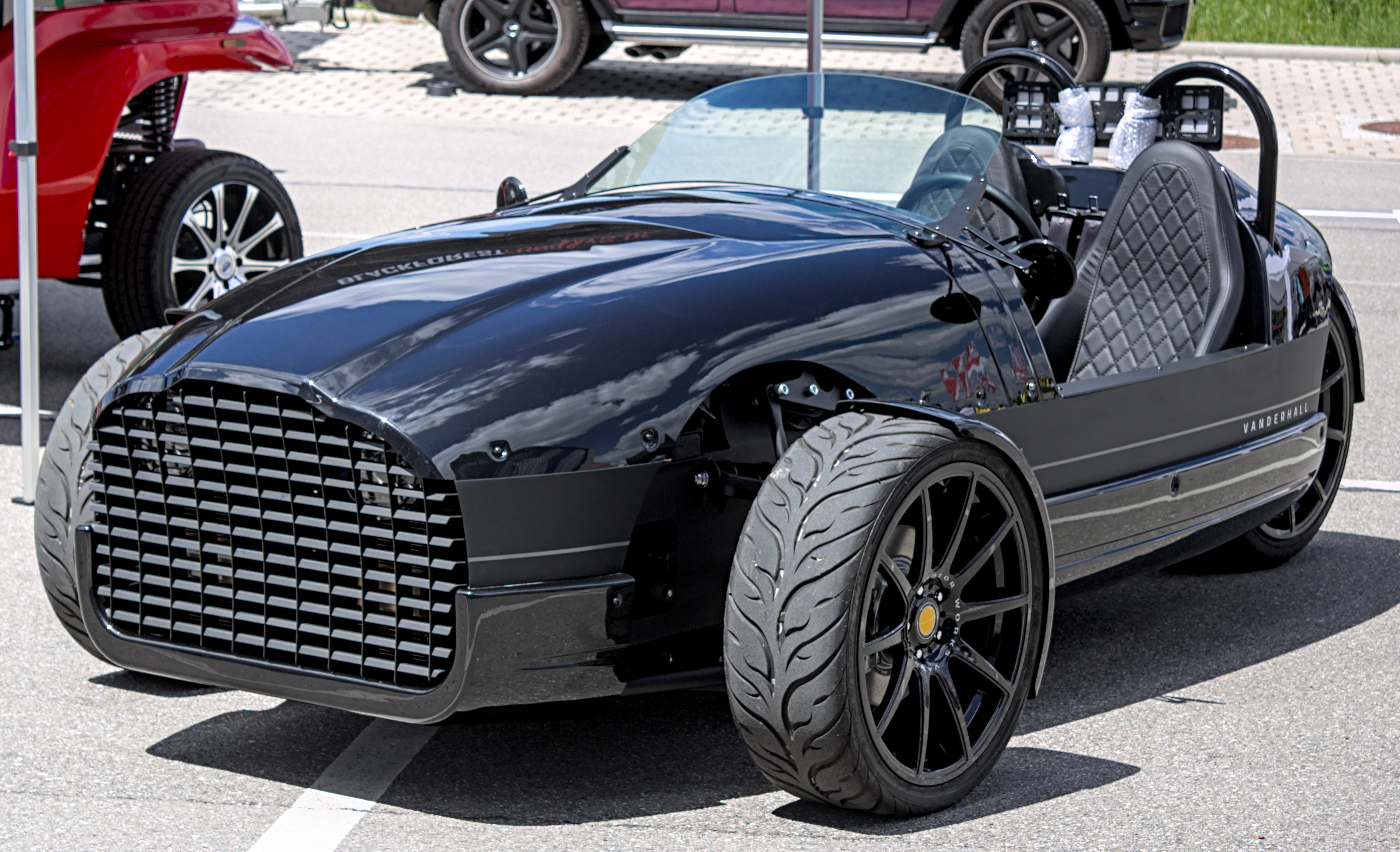
Vanderhall Edison²

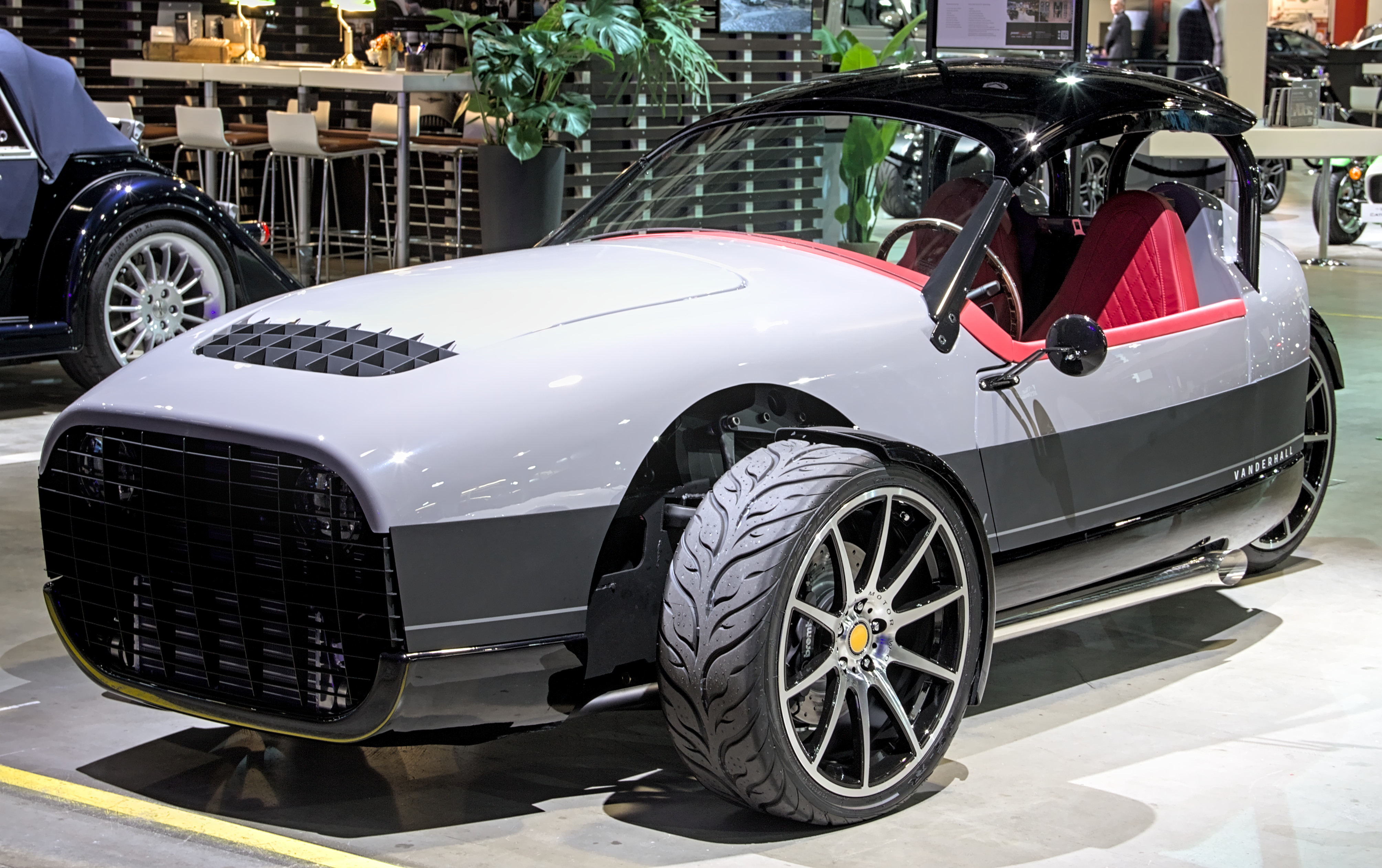
Vanderhall Carmel

Vanderhall Motor Works – amerykański producent trójkołowych samochodów sportowych i elektrycznych samochodów terenowych z siedzibą w Provo działający od 2010 roku.

## Historia
Przedsiębiorstwo Vanderhall Motor Works założone zostało w 2010 roku w amerykańskim mieście Provo w stanie Utah przez konstruktora i projektanta Steve’a Halla, wcześniej zajmującego się prowadzeniem salonu samochodowego z luksusowymi samochodami. Inicjatywa była poprzedzona 5-letnimi pracami nad autorskim projektem trójkołowego, lekkiego samochodu sportowego nazywanego potocznie w Stanach Zjednoczonych tzw. autocycle. Przez kolejne 6 lat Vanderhall rozwijał swój pierwszy samochód sportowy.
Vanderhall Laguna przedstawiony został w marcu 2016 roku, stanowiąc odpowiedź na takie samochody sportowe jak m.in. brytyjski sportowy trójkołowiec Morgan 3 Wheeler. Premiera pojazdu zapoczątkowała systematyczną rozbudowę oferty Vanderhalla o podobnej koncepcji pojazdy stanowiące jej rozwinięcie. W 2017 roku przedstawiony został drugi model w postaci lżejszego Venice, z kolei w 2018 roku zadebiutowały jego dwie pochodne odmiany: bardziej wyczynowa, jednomiejscowa odmiana o nazwie Venice Speedster oraz w pełni elektryczny, pierwszy w historii firmy pojazd o takim napędzie o nazwie Edison².
W 2019 roku Vanderhall przedstawił kolejny nowy model, tym razem będący poszerzeniem portfolio o bardziej luksusowego oraz nastawionego na komfort trójkołowca Carmel. W tym samym roku firma poszerzyła swój obszar rynkowej działalności, dotychczas oferując samochody tylko w rodzimych Stanach Zjednoczonych. Budując oficjalne stanowisko na targach samochodowych w belgijskiej Brukseli, amerykańska firma oficjalnie zainaugurowała działalność w Europie.
W 2021 roku Vanderhall wykroczył poza stosowany dotychczas schemat, przedstawiając w lipcu tego roku pierwszy w historii klasyczny czterokołowy samochód w postaci w pełni elektrycznego, terenowego modelu Brawley. Rezerwacje na pojazd rozpoczęto zbierać w sierpniu, z ceną wywoławczą za ok. 35 tysięcy dolarów. Miesiąc później Vanderhall był obecny na najważniejszej w 2021 roku wystawie samochodowej w Europie, IAA 2021 w Monachium.

## Modele samochodów

### Obecnie produkowane

#### Trójkołowce
- Venice
- Carmel

#### Samochody elektryczne
- Brawley

### Historyczne
- Laguna (2016–2018)
- Edison² (2019–2021)